# FEMA-nummer
Het FEMA-nummer is een identificerend nummer dat door de Amerikaanse “Flavor and Extract Manufacturers Association” is toegekend aan een grondstof voor levensmiddelaroma’s en parfums.
Sinds 1965 heeft de FEMA ongeveer 2000 nummers uitgegeven. Het laagste nummer is 2002 (voor Acetaal). Op het moment dat zo’n nummer uitgegeven wordt heeft de betreffende stof de zogenaamde GRAS status. GRAS staat voor Generally Recognized As Safe (algemeen beschouwd als veilig). 
De GRAS status wordt toegekend door een commissie van deskundigen van de FEMA. Door nieuw onderzoek en nieuwe inzichten komt het ook weleens voor dat een GRAS status weer wordt ingetrokken. 
Binnen de EU heeft het FEMA-nummer geen officiële status, maar het is wel een veelgebruikt nummer om een geur- of smaakstof te identificeren.